# La Palma, Kalifornien
La Palma är en stad (city) i Orange County, i delstaten Kalifornien, USA. Enligt United States Census Bureau har staden en folkmängd på 15 807 invånare (2011) och en landarea på 4,7 km².